# یواس‌اس داگ‌فیش (اس اس-۳۵۰)
یواس‌اس داگ‌فیش (اس اس-۳۵۰) (به انگلیسی: USS Dogfish (SS-350)) یک زیردریایی بود که طول آن ۳۱۱ فوت ۹ اینچ (۹۵٫۰۲ متر) بود. این زیردریایی در سال ۱۹۴۵ ساخته شد.